# Wake Village
Wake Village è un centro abitato degli Stati Uniti d'America, situato nella contea di Bowie dello Stato del Texas.

## Società

### Evoluzione demografica
Secondo il censimento del 2000, c'erano 5.129 persone, 2.042 nuclei familiari, e 1.511 famiglie residenti nella città. La densità di popolazione era di 3.092,9 persone per miglio quadrato (1,193,0/km²). C'erano 2.198 unità abitative a una densità media di 1.325,4 per miglio quadrato (511,2/km²). La composizione etnica della città era formata dall'82,76% di bianchi, il 14,19% di afroamericani, lo 0,92% di nativi americani, lo 0,47% di asiatici, lo 0,04% di isolani del Pacifico, lo 0,96% di altre etnie, e lo 0,66% di due o più etnie. Gli ispanici o latinos di qualunque razza erano il 3,18% della popolazione.
C'erano 2.042 nuclei familiari di cui il 34,4% avevano figli di età inferiore ai 18 anni, il 58,7% erano coppie sposate conviventi, il 12,1% aveva un capofamiglia femmina senza marito, e il 26,0% erano non-famiglie. Il 23,3% di tutti i nuclei familiari erano individuali e l'8.2% aveva componenti con un'età di 65 anni o più che vivevano da soli. Il numero di componenti medio di un nucleo familiare era di 2,51 e quello di una famiglia era di 2,94.
La popolazione era composta dal 25,8% di persone sotto i 18 anni, l'8.4% di persone dai 18 ai 24 anni, il 30,0% di persone dai 25 ai 44 anni, il 22,7% di persone dai 45 ai 64 anni, e il 13,0% di persone di 65 anni o più. L'età media era di 36 anni. Per ogni 100 femmine c'erano 90,7 maschi. Per ogni 100 femmine dai 18 anni in giù, c'erano 87,3 maschi.
Il reddito medio di un nucleo familiare era di 39.961 dollari, e quello di una famiglia era di 47.474 dollari. I maschi avevano un reddito medio pro capite di 32.486 dollari contro i 20.648 dollari delle femmine. Il reddito medio pro capite totale era di 18.447 dollari. Circa l'8.3% delle famiglie e il 12,2% della popolazione erano sotto la soglia di povertà, incluso il 19,8% di persone sotto i 18 anni e il 10,1% di persone di 65 anni o più.